# Simpson and Delilah
«Simpson y Dalila», llamado «Simpson and Delilah» en la versión original, es un capítulo perteneciente a la segunda temporada de la serie animada Los Simpson, emitido originalmente el 18 de octubre de 1990. El episodio fue escrito por Jon Vitti y dirigido por Rich Moore. Harvey Fierstein fue la estrella invitada, interpretando a Karl, el asistente de Homer.

## Sinopsis
Todo comienza cuando Homer ve un anuncio de Dimoxinil, un compuesto milagroso que hacía recuperar el cabello a los hombres calvos. Ilusionado, Homer visita una tienda para comprarlo, pero descubre que el precio era demasiado alto.
En la Planta Nuclear, Lenny le aconseja a Homer comprar el Dimoxinil y ponerlo como parte del seguro médico de los trabajadores. Homer lo hace y, al día siguiente, despierta teniendo cabello.
En el trabajo, el Sr. Burns decide designar como ejecutivo a alguien que se encuentre controlando la seguridad de la Planta. Para elegirlo, recorre con la vista los monitores de seguridad y, al ver a Homer con cabello, decide darle el puesto a él, confundiéndolo con un nuevo y joven empleado entusiasta.
Cuando Homer comienza a ocupar su puesto como ejecutivo, selecciona como secretario a un hombre llamado Karl. Karl ayuda muchísimo a Homer en su puesto, por lo que lo empieza a desempeñar muy bien. El Sr. Burns le da como premio la llave del baño de los ejecutivos. Smithers, al verse desplazado en su puesto de "favorito del jefe", se pone celoso, y, buscando datos negativos sobre Homer, encuentra que cargó el Dimoxinil a la cuenta de la empresa.
El Sr. Burns se enfada muchísimo y Homer queda a punto de ser despedido, pero Karl asume la responsabilidad de lo ocurrido con el Dimoxinil, por lo que el despedido resulta ser él (Karl), no sin antes retribuir los 1000 dólares.
Ese mismo día, el Sr. Burns le pide a Homer dar un discurso para mejorar la productividad de los empleados de la Planta. Homer se empieza a poner muy nervioso, ya que se sentía incapaz de hacerlo sin la ayuda de Karl, pero luego recuerda que con su abundante cabello todo sería posible. Sin embargo, al llegar a su casa descubre que Bart había derramado toda la botella de Dimoxinil, condenando a su padre a volver a ser calvo. Bart pretendía con este producto "milagroso" que le creciera una barba prematuramente (y de hecho se lo imaginó alardeando frente a sus amigos).
Efectivamente, a la mañana siguiente, a Homer se le cae todo el cabello y se siente más inseguro que nunca para dar el discurso. Pero afortunadamente aparece Karl, quien le da un discurso perfectamente escrito, además de convencerlo de que podía leerlo muy bien sin necesidad de su cabello.
Homer da su discurso, pero la audiencia comienza a perder interés en lo que dice, pensando que no tenían por qué hacerle caso a un calvo que no sabía nada. El Sr. Burns, enfadado, cita a Homer a su oficina y le dice que lo removerá de su cargo, pero que le permitirá volver a su puesto anterior, siendo también alguien que sufre de la calvicie masculina.
Esa noche, estando con Marge, Homer se siente muy desilusionado por su aspecto y porque tendría menos dinero. Ella, tratando de animarlo, lo consigue diciéndole que lo ama y cantándole una canción: "Eres hermoso para mí".

## Producción
El producto para el cabello de Homer, Dimoxinil, es una parodia de un producto similar, el Minoxidil, el cual fascinó a los guionistas.
Luego de que le crece el cabello, los productores intentaron hacerle un peinado diferente en cada escena.
El personaje de Karl fue interpretado por el actor Harvey Fierstein. 
En el episodio, Homer y Karl se besan, suceso que tuvo lugar una década antes del primer beso real entre dos hombres en televisión, emitido en la serie Dawson's Creek.
En el episodio, se insinúa que Karl es homosexual el creador de la serie, Matt Groening, dijo que cuando la gente empezó a preguntarle "¿Era gay?" al día siguiente del estreno del episodio, su respuesta fue "Es lo que ustedes quieran que sea". Sin embargo, Groening señala que "Besa a Homer y le da una palmada en el trasero", lo cual estaba "más allá que cualquier otra caricatura" en ese tiempo.